# Epidendrum phragmites
Epidendrum phragmites là một loài thực vật có hoa trong họ Lan. Loài này được A.H.Heller & L.O.Williams mô tả khoa học đầu tiên năm 1968.